# In-circuit emulator
Pour les articles homonymes, voir BDM et ICE.

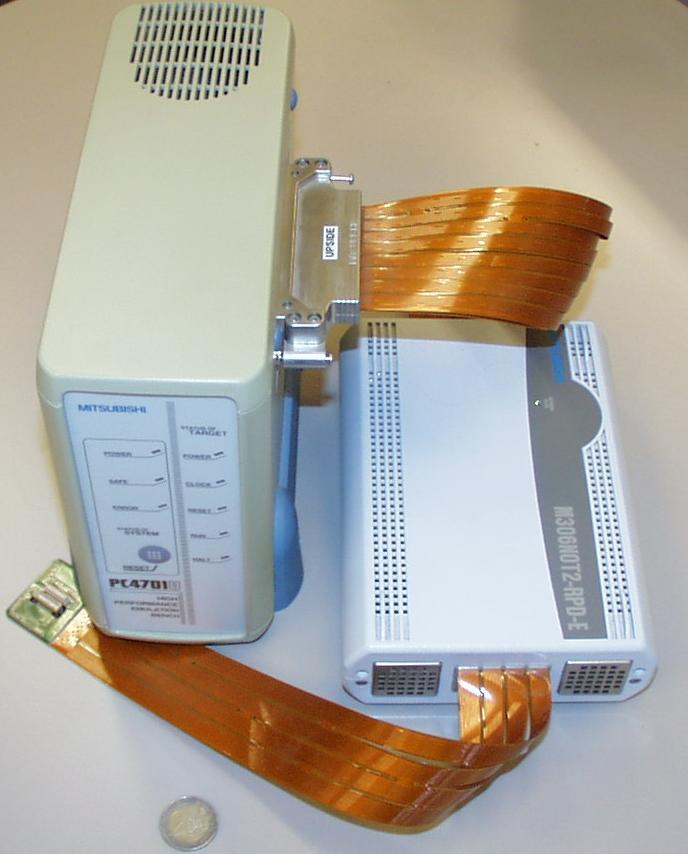
Emulateur in-circuit M16C-Microcontroller.

Un émulateur in-circuit également appelé in-circuit emulator (ICE) ou on-circuit debugger (OCD) ou background debug module (BDM) est un dispositif matériel permettant de déboguer le logiciel d'un système embarqué. Un tel dispositif est nécessaire car les systèmes embarqués présentent un certain nombre de lacunes. Ainsi, ils ne comportent ni clavier, ni écran, ni lecteur de disquettes, de disque dur ou n'importe quelle autre interface avec l'utilisateur ou périphérique de stockage qui sont présents sur un ordinateur de bureau.
On parle d'émulation in-circuit lorsque l'on branche un émulateur in-circuit sur un système électronique (souvent, mais pas toujours embarqué) en lieu et place du composant à émuler (souvent un microcontrôleur ou un microprocesseur, mais pas exclusivement). Les émulateurs in-circuit permettent alors de faire fonctionner le système tout en permettant de le déboguer.